# Clethra occidentalis
Clethra occidentalis là một loài thực vật có hoa trong họ Clethraceae. Loài này được (L.) Kuntze mô tả khoa học đầu tiên năm 1891.